# کوئمبا
کوئمبا (به لاتین: Cuemba) یک منطقهٔ مسکونی در آنگولا است که در استان بیه واقع شده‌است. کوئمبا ۵۶٬۹۶۳ نفر جمعیت دارد.